# 本多正氏
本多 正氏（ほんだ まさうじ、元亀元年（1570年） - 文禄4年8月24日（1595年9月27日））は、安土桃山時代の武将。通称は平四郎。本多正信の弟である本多正重の子。

## 生涯
元亀元年（1570年）、本多正重の長男として生まれる。天正16年（1588年）に徳川家康に御目見した。父の正重は武名の高い人物であったが、この時期には徳川家を離れている。
正氏は小田原征伐や九戸政実攻めに従軍し、朝鮮出兵に際しては肥前名護屋城詰めに随従した。
『寛政重修諸家譜』の記述によれば、正氏は徳川家を去って豊臣秀次に仕えようとし、秀次家臣の羽田正親（長門守）と計るところがあったが、転仕が実現する前に秀次事件が発生した。文禄4年（1595年）8月24日に羽田正親が殉死し、正氏は羽田正親を介錯して自らも自害した。享年26。